# Jean Diederich
Jean Diederich surnommé Bim (et connu aussi sous le nom de Bim Diederich) et le Duc de Grammont est un coureur cycliste professionnel luxembourgeois, né le 20 février 1922 à Esch-sur-Alzette et mort le 6 décembre 2012 à Pétange.

## Biographie
Jean Diederich est le beau-père du coureur cycliste Lucien Didier, professionnel de 1977 à 1984 ainsi que le grand-père du coureur Laurent Didier.
Professionnel de 1946 à 1954, il remporte notamment trois étapes sur le Tour de France et porte le maillot jaune trois jours pendant le Tour 1951.

## Palmarès et résultats

### Palmarès par année
- 1945
  - 2e du Tour de Luxembourg
- 1946
  - 2e du Tour de Luxembourg
  - 3e du Circuit du Maine-Libre
- 1947
  - 6e étape du Tour de Luxembourg
  - 2e du championnat du Luxembourg de cyclo-cross
  - 2e du Tour de Luxembourg 
  - 6e du championnat du monde sur route
- 1948
  - 5e étape du Tour de Majorque
  - 5eb étape du Tour des Pays-Bas
  - 6e étape du Tour de Luxembourg
  - 2e du championnat du Luxembourg sur route
- 1949
  - Tour de Luxembourg :
    - Classement général
    - 2e étape

  - 2e du championnat du Luxembourg sur route
  - 7e du championnat du monde sur route
  - 8e du Tour de Romandie
- 1950
  - 15e étape du Tour de France
  - 1re étape de Housse-Berg-Housse
  - 2e de Housse-Berg-Housse
  - 2e du Tour de Luxembourg
  - 2e du championnat du Luxembourg sur route
  - 3e du  Critérium du Dauphiné libéré
- 1951
  - 2e étape du Tour de France
  - 2e du Tour de Cologne 
  - 2e du Tour de Luxembourg 
  - 3e du championnat du Luxembourg sur route
- 1952
  - Tour de Lorraine :
    - Classement général
    - 2e étape

  - 5e étape du Tour de France
- 1953
  - 2e de Cras Avernas-Remouchamps-Cras Avernas
  - 2e du championnat du Luxembourg sur route

### Résultats sur le Tour de France
6 participations
- 1947 : 15e
- 1949 : 15e
- 1950 : 18e, vainqueur de la 15e étape
- 1951 : 12e, vainqueur de la 2e étape,  maillot jaune pendant trois jours
- 1952 : hors délais (11e étape), vainqueur de la 5e étape
- 1953 : abandon (18e étape)